# Women in Shorts
«Women in Shorts» (titulado «Mujeres en escenas» en Hispanoamérica y «Historias de mujeres» en España) es el sexto episodio de la trigésimo sexta temporada de la serie de televisión animada estadounidense Los Simpson, y el 774 en total. Se emitió en los Estados Unidos en Fox el 10 de noviembre de 2024. El episodio fue escrito por Christine Nangle y dirigido por Eric Koenig.
En este episodio, se cuentan múltiples historias cortas sobre las mujeres de Springfield. Kerry Washington actuó como invitada en el papel de Rayshelle Peyton. La escritora gastronómica Ruth Reichl apareció como ella misma. El episodio recibió críticas positivas.

## Trama

### Historia de Luann Van Houten
Las mujeres organizan una intervención para Luann Van Houten. Están preocupadas por su adicción al vino. Le sugieren otros artículos, y ella se conforma con la mercancía diciendo que es una «zorra orgullosa».

### Historia de Stacy Malibú
En una parodia de la película Barbie, Stacy Malibu abandona Malibu Stacy Land para adentrarse en el mundo real. Saluda a Shauna Chalmers y afirma que es su muñeca y que está aquí para ayudarla. Avergonzada, Shauna la agrede y la decapita. Antes de patearle la cabeza, Shauna le pide a Malibu Stacy que se reúna con ella para tomar el té después del colegio. Su cabeza rueda hasta la carretera donde asusta a Waylon Smithers.

### Historia de la Sra. Muntz
La señora Muntz le cuenta a Nelson un cuento para dormir sobre la princesa Muntzeena, que baila para los hombres. Cuando la princesa Rylee baila la canción de Muntzeena, ésta le tira el zapato a la cara. El portero destierra a Rylee al turno de mañana.

### Historia de Marge Simpson
En la caja de la tienda, Marge le pide a Homer que le traiga tampones. Incómodos con la tarea, los empleados de la tienda le recuerdan a Homer, en un número musical que parodia «Gee, Officer Krupke» de West Side Story, que Marge siempre compra productos para tratar las dolencias de Homer.

### Historia de Patty y Selma
Cuando Patty y Selma se enteran de que hay escasez de cigarrillos, acuerdan compartir su suministro. Ambas dicen que no tienen ninguno. Sospechando, destrozan su apartamento para revelar todos sus escondites.

### Historia de Bernice Hibbert
Bernice Hibbert y el Dr. Hibbert tienen una cita en un restaurante donde están haciendo un juego de rol. Bernice se enfada cuando alguien empieza a atragantarse y Julius quiere ayudar.

### Historia de la Sra. Risotto
Luigi Risotto ha sido detenido por contrabandear diamantes en un queso. En la introducción, que parodia los créditos iniciales de La niñera, su madre, la Sra. Risotto, se convierte en abogada tras su detención. Le defiende con éxito en un juicio supervisado por el juez Roy Snyder, en el que ella da al jurado parte de su comida y él queda en libertad.

### Historia de Lunchlady Dora
Lunchlady Dora compra ingredientes para los almuerzos escolares. Con un presupuesto limitado, busca los artículos más baratos y los utiliza para cocinar la misma comida con diferentes nombres.

### Historia de Lisa Simpson
Lisa sueña con ser reina en Las Crónicas de Narnia. Decreta mejoras en el reino, pero sus súbditos no quieren un aumento de los impuestos para pagarlas y algunos de ellos ofenden a las sirenas y las brujas. Sus súbditos la atacan y un centauro versión de Homer es decapitado accidentalmente. Lisa se despierta diciendo que no puede divertirse ni en sueños.

### Historia de Agnes Skinner
Agnes Skinner abre una aplicación de redes sociales en su teléfono para grabar un vídeo. Se siente sola tras la muerte de su antiguo enemigo y busca uno nuevo.

### Historia de Helen Lovejoy
Helen Lovejoy oye en la radio que un tsunami es inminente. Cumpliendo sus deseos, golpea a Ned Flanders, besa a Moe Szyslak y destruye las maquetas de trenes del reverendo Lovejoy. La emisión aclara que la alerta es por la venta de unos grandes almacenes. Avergonzada por sus actos, Helen le dice al reverendo Lovejoy que tiene un buen pasatiempo.

### Historia de Rayshelle Peyton
En la Escuela Primaria de Springfield, el Superintendente Chalmers, Dewey Largo, Brunella Pommelhorst, el Entrenador Krupt y la Lunchlady Dora apuestan a que les sucederán cosas malas a los estudiantes. Aunque la Sra. Peyton desalienta su comportamiento, gana la apuesta de que Lisa dará el dedo según la vigilancia del jardinero Willie. Ella da una parte de las ganancias a Lisa, que lo utiliza para comprar un álbum de jazz. Se cruza con diferentes personas y esquiva a una sirena mientras muestra a Homer bailando en un coro.

### Créditos
Veintiún meses antes, al estilo del tráiler de una película, mientras ruedan los créditos, un anuncio de televisión despierta a Marge dando lugar a la concepción de Maggie Simpson.

## Producción
El episodio fue escrito por Christine Nangle, que tenía experiencia en la comedia de sketches. El productor ejecutivo Matt Selman animó a los guionistas a arriesgarse más, así que ella escribió un episodio que parecía un programa de sketches protagonizado por las mujeres de Springfield, razón por la que Lisa aparece haciendo el chiste de la pizarra en lugar de Bart. Nangle comparó el episodio con el de la trigésimo cuarta temporada, «Lisa the Boy Scout». El estilo de viñetas del episodio también apareció en el episodio de la séptima temporada «22 Short Films About Springfield». Este es el primer episodio de la serie dirigido por Eric Koenig. El productor Brian Kelley actuó como co-showrunner.
El número musical «Marido incompetente» fue escrito por la compositora de la serie Kara Talve y contó con Dawnn Lewis y Tony Rodríguez como dependientes de la tienda. Kerry Washington reedita su papel de Rayshelle Peyton. Apareció por primera vez en este papel en el episodio de la trigésima tercera temporada «My Octopus and a Teacher». La escritora gastronómica Ruth Reichl apareció como ella misma.

## Recepción

### Audiencia
El episodio obtuvo una audiencia de 0,22 y fue visto por 0,83 millones de espectadores, siendo el programa más visto de Fox esa noche.

### Respuesta de la crítica
John Schwarz de Bubbleblabber calificó el episodio con un 7,5 sobre 10. Le gustaron las historias de Mama Risotto y Lunchlady Dora y destacó la detallada animación durante el vídeo selfie de Agnes. Aunque le gustó la ruptura con los episodios habituales, también pensó que no había nada que destacara como otros episodios de ruptura de formato. A Mike Celestino de Laughing Place le sorprendió que la serie no siguiera con «22 Short Films About Springfield» hasta ahora. Pensó que «era un episodio agudo, ágil y enérgico que recordaba agradablemente a uno de los puntos álgidos de la serie» y deseó que el formato apareciera más a menudo.
Brandon Zachary de Screen Rant destacó la historia de Nelson y su madre como la más conmovedora, afirmando: «Nelson siempre ha tenido algunas de las historias más tristes de Los Simpson, por lo que es muy emotivo ver que él y su madre se llevan tan bien». Concluyó diciendo: «La más dulce es la de Nelson y su madre, ya que le da a la triste y prolongada subtrama un capítulo dulce por una vez y destaca el vínculo genuino y amoroso que hay entre ellos. El resultado es uno de los puntos más disfrutables de la trama hasta ahora en la temporada 36 de Los Simpson y un recordatorio del núcleo emocional que impulsa toda la serie». Nick Valdez de Comicbook.com situó este episodio en el quinto puesto de su lista de todos los episodios de la temporada. Lo elogió por ser el episodio más experimental de la temporada, afirmando: «Cada uno de ellos tiene un breve momento que da lugar a un sketch divertido o alocado, y sin duda es una experiencia única. Especialmente para los fans de estos personajes que rara vez son protagonistas».